# Ford Deluxe
Der Ford Deluxe war ein PKW-Modell von Ford, das von 1941 bis 1942 als mittlere Ausstattungsvariante, parallel zu den Modellen Standard und Super Deluxe gebaut wurde. Nach dem Zweiten Weltkrieg lebte es 1946–1948 wieder auf, allerdings als kostengünstigste Ausstattungsvariante. Nach einem Jahr Pause war der Deluxe auch 1950–1951, parallel zum besser ausgestatteten Custom Deluxe, wieder erhältlich.

## Modelle Jahr für Jahr

### Modelle 11A / 21A (1941–1942)
Im September 1940 präsentierte Ford den Nachfolger des V8 wahlweise mit dem bekannten V8-Motor mit 3.621 cm³ Hubraum und 90 bhp (66 kW) Leistung bei 3.800/min. oder einem neuen Sechszylinder-Reihenmotor mit 3.700 cm³ Hubraum und der gleichen Leistung, allerdings bereits bei 3.300/min.
Der Deluxe stellte die mittlere Ausstattungsvariante dar und war als 2- oder 4-türiges Limousine, 2-türiges Coupé mit 3 oder 4 Sitzen oder 5-türiger Kombi verfügbar.
Im Folgejahr wurden die Wagen ohne große Veränderungen weitergebaut. Insgesamt entstanden in zwei Jahren 299.855 Deluxe.

### Modelle 6GA, 69A, 7GA, 79A, 87HA und 89A (1946–1948)
Im September 1945 wurden die ersten Nachkriegsmodelle präsentiert. Der Deluxe entsprach im Wesentlichen dem Vorkriegsmodell, stellte aber nach Wegfall des Special die preisgünstigste Variante dar und erhielt einen überarbeiteten Kühlergrill. Der V8-Motor war auf 3.916 cm³ aufgebohrt worden und leistete nun 100 bhp (74 kW) bei 3.800/min. Der Kombi war weggefallen.
1947 gab es keine Veränderungen. 1948 gab der Sechszylindermotor bei gleichem Hubraum 5 bhp mehr ab.
In drei Jahren entstanden 223.232 Deluxe. Im Folgejahr löste die Ford-Serie den Deluxe für ein Jahr ab.

### Modelle 0HA, 0BA, 1HA und 1BA (1950–1951)
1950 hieß der einfachste Ford wieder Deluxe. Die schon 1949 eingeführte Pontonform wurde ohne große Änderungen übernommen. Technisch gab es ebenfalls keine Änderungen.
Im Modelljahr 1951 verschwand die Weltkugel im Kühlergrill und wurde durch zwei raketenförmige Hörner ersetzt. Auch gab es andere Rücklichter.
Insgesamt wurde der Deluxe der 3. Serie 608.986 mal gebaut. Im Folgejahr löste der Mainline den Deluxe ab.